# Gunnar Tandberg
Gunnar Tandberg, född 26 maj 1894 på Tandbergs gård i Kristiania, Norge, död 5 november 1954 på Ullevåls sjukhus, Oslo, var en norsk silversmed, målare, teaterdekoratör och konsthantverkare.

## Biografi
Tandberg var son till Edvard Tandberg och hans hustru Doris, född Hafslund. Han var näst yngst i en syskonskara på tretton. Som fjortonåring började han 1908 studera vid Statens håndverks- og kunstindustriskole, där han utbildade sig i silversmide och teckning. 1910 anställdes han som ciselör vid guldsmedsfirman N.M. Thune. Från 1912 tecknade han Norges första längre tecknade serie, Kari, Per og Søren på bytur. En serie av hans teckningar gavs ut som vykort 1913. Thune sände honom för vidareutbildning i Wien 1918 och i Paris 1919, där han verkade vid  Académie Moderne.
Efter 18 år hos Thune blev han frilansare 1928, men fortsatte att ta uppdrag för Thune fram till 1936. Han sökte sig till målarkonsten, men tog även uppdrag som teaterdekoratör. Gustav Wally engagerade honom vid Oscarsteatern i Stockholm. 
Han ställde ut ett flertal gånger i Norge. 

## Teater

### Scenografi och kostym
| År   | Produktion                                        | Upphovsmän                                                         | Regi             | Teater                                 | Noter |
| ---- | ------------------------------------------------- | ------------------------------------------------------------------ | ---------------- | -------------------------------------- | ----- |
| 1939 | Honnör för 39, revy                               | Kar de Mumma                                                       | Victor Bernau    | Södra Teatern                          |       |
| 1939 | Uppåt igen, revy                                  | Kar de Mumma                                                       | Arne Weel        | Södra Teatern                          |       |
| 1941 | Flaggan i topp, revy                              | Kar de Mumma                                                       | Leif Amble-Næss  | Södra Teatern                          |       |
| 1941 | Wallyrevyn                                        |                                                                    | Gustav Wally     | Oscarsteatern                          |       |
| 1942 | Blåjackor Boys in Blue                            | Lajos Lajtai, André Barde och Lauri Wylie Översättning S.S. Wilson | Leif Amble-Naess | Oscarsteatern                          |       |
| 1942 | Cirkusrevyen                                      |                                                                    |                  | Dyrehavsbakken                         |       |
| 1942 | Teaterbåten Show Boat                             | Jerome Kern, Oscar Hammerstein, P.G. Wodehouse                     | Leif Amble-Naess | Oscarsteatern                          |       |
| 1942 | Törnrosa Спящая красавица, Spjasjtjaja krasavitsa | Peter Tjajkovskij, Marius Petipa och Ivan Vsevolozjskij            | George Gé        | Kungliga Operan                        |       |
| 1943 | Roberta                                           | Jerome Kern och Otto Harbach                                       | Leif Amble-Naess | Oscarsteatern                          |       |
| 1943 | Cirkusrevyen                                      |                                                                    |                  | Dyrehavsbakken                         |       |
| 1943 | Tre valser Drei Walzer                            | Oscar Straus, Paul Knepler och Armin Robinson                      | Leif Amble-Naess | Oscarsteatern                          |       |
| 1944 | Wallyrevyn                                        |                                                                    | Leif Amble-Naess | Cirkus, Stockholm                      |       |
| 1944 | Cirkusrevyen                                      |                                                                    |                  | Dyrehavsbakken                         |       |
| 1945 | Hur tokigt som helst                              | Nils Perne                                                         | Sam Besekow      | Chinateatern                           |       |
| 1946 | Cirkusrevyen                                      |                                                                    |                  | Dyrehavsbakken                         |       |
| 1946 | Behärska dig, kvinna Lady Behave                  | Stanley Lupino och Edward Horan                                    | Johan Jakobsen   | Chinateatern                           |       |
| 1946 | Södran så klart, revy                             | Dardanell och Åke Balltorp                                         | Gösta Folke      | Södra Teatern                          |       |
| 1949 | Oklahoma!                                         | Richard Rodgers och Oscar Hammerstein                              | Kai Wilton       | Chinateatern                           |       |
| 1949 | Vershuset Gröna Stoet, revy                       | Karl Gerhard                                                       |                  | Konserthuset Flyttad till Odéonteatern |       |
| 1950 | Var är Charley Where's Charley                    | Frank Loesser och George Abbott                                    | Leif Amble-Naess | Södra Teatern                          |       |